# Павле Сушић
Павле Сушић (Власеница, 15. април 1988) босанскохерцеговачки је професионални фудбалер српског порекла. Висок је 171 центиметра и игра на позицији десног везног.

## Каријера

### Клупска
Професионалну каријеру, млади Павле Сушић, започео је 2006. године у војвођанском фудбалском клубу Срем из Сремске Митровице у коме је забележио 32 наступа за екипу и постигао један гол. Након једне сезоне у Срему, Сушић потписује, 2007. године, уговор са Радником из Бијељине, у којој остаје две сезоне. 2009. године потписује трогодишњи уговор са Зрињским из Мостара. Већ у првој утакмици у дресу Зрињског уписао се у стрелце у утакмици против Загреба 4–1, док је званични деби имао против Слована из Братиславе у квалификацијама за Лигу шампиона. У првој сезони бележи два наступа, другој 13 наступа и три гола, трећој четири наступа, укупно 19 наступа за екипу и три постигнута гола. Након три проведене сезоне у Зрињском, Сушић 2012. године, потписује уговор са Леотаром из Требиња, у коме остаје две сезоне. Тек у другој сезони остварује свој деби за екипу из Требиња у којој бележи девет наступа и један гол. Након друге сезоне проведене у Леотару, Сушић одлази у Звијезду из Градачца 2013. године, у којој укупно уписује 36 наступа за екипу са једним постигнутим голом. Након Звијезде, враћа се у мостарски Зрињски у јулу 2014. године. Након четири наступа за Зрински одлази, на кратко, као позајмица у требињски Леотар 5. фебруара 2015. године, где не остварује деби за поменути тим. Већ 7. јуна 2015. године враћа се у Зрињски у коме уписује још четири наступа. 22. јула 2015. године одлази у литвански Гранитас из Клајпеде у коме укупно уписује 13 наступа и постиже један гол. У Гранитасу остаје једну сезону након које се враћа у Босну и Херцеговину, и 23. фебруара 2016. године потписује уговор за Младост Добој Какањ. У Младости Добој Какањ остаје једну сезону и уписује 25 наступа за екипу. 9. августа 2017. године потписује једносезонски уговор са премијерлигашким ГОШК–ом из Габеле, до 30. јуна 2018. године. До сада је уписао 12 наступа наступа за екипу ГОШК из Габеле.